# Parafia Matki Boskiej Częstochowskiej w Redakach
Parafia Matki Boskiej Częstochowskiej w Redakach – parafia rzymskokatolicka w diecezji elbląskiej. Erygowana 16 listopada 1986 roku przez biskupa warmińskiego Edmunda Piszcza.
Na obszarze parafii leżą miejscowości: Redaki, Januszewo, Ulnowo, Babięty Wielkie, Brusiny, Czerwona Woda, Falknowo, Huta, Jakubowo Kisielickie, Krzywiec, Różanki. Tereny te leżą w gminie Susz w powiecie iławskim w województwie warmińsko-mazurskim.
Kościół parafialny w Kamieńcu został wybudowany w latach 1982-1992, poświęcony 7 czerwca 1992 roku. 

## Proboszczowie parafii
- 1986-1993 - ks. Adam Śniechowski
- od 1993 - ks. Ryszard Dębski